# Helen Kilpatrick
Helen Marjorie Kilpatrick (ur. 9 października 1958 roku w Saint Peter Port na Guernsey) – polityk kajmańska. Gubernator Kajmanów od 6 września 2013 do 26 marca 2018.